# Matteo 6

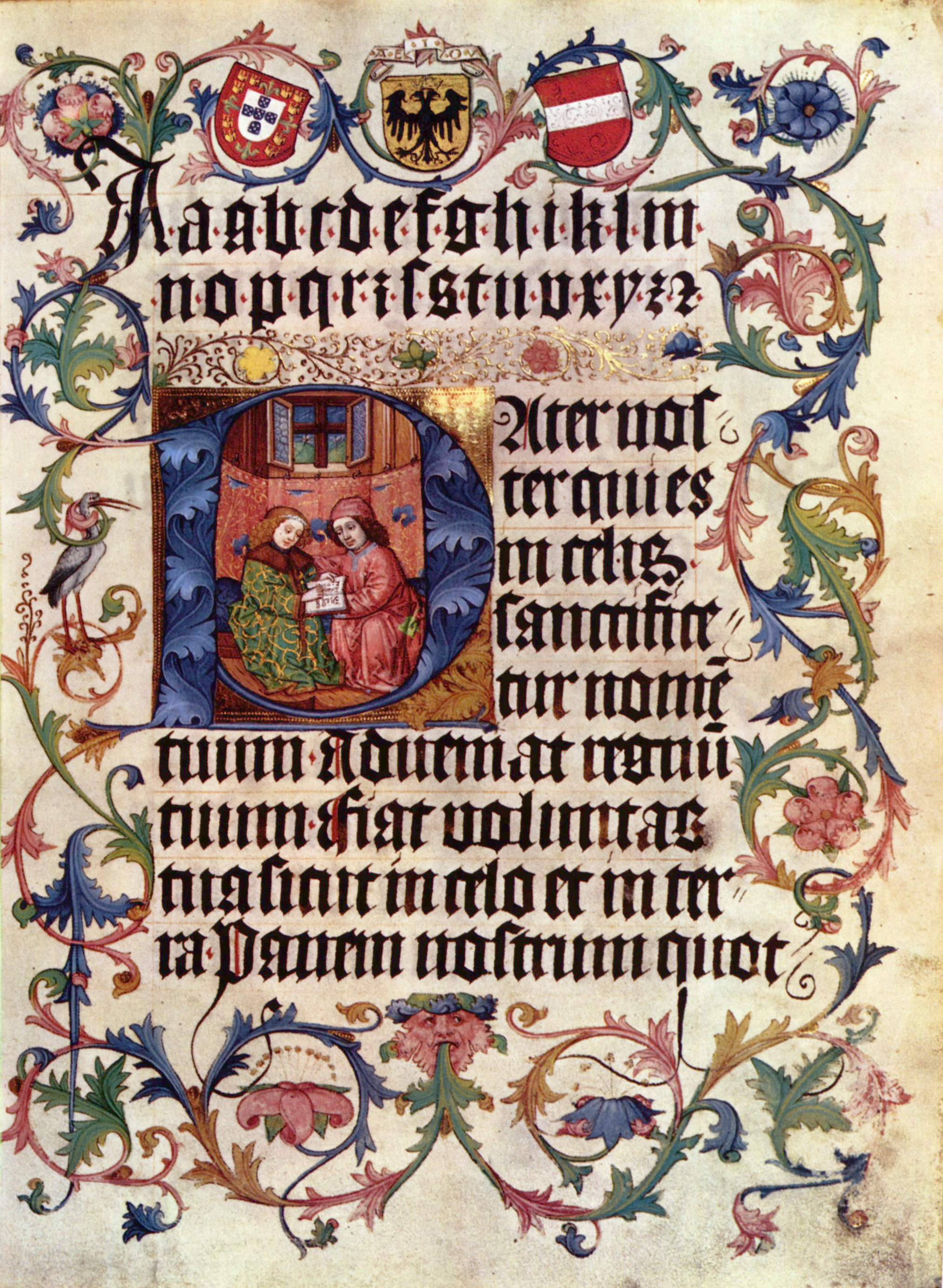
Il Padre nostro, in Matteo 6,9, 1500, Vienna.

Matteo 6 è il sesto capitolo del vangelo secondo Matteo nel Nuovo Testamento. Il capitolo contiene il discorso della montagna che include la preghiera del Padre nostro.

## Testo

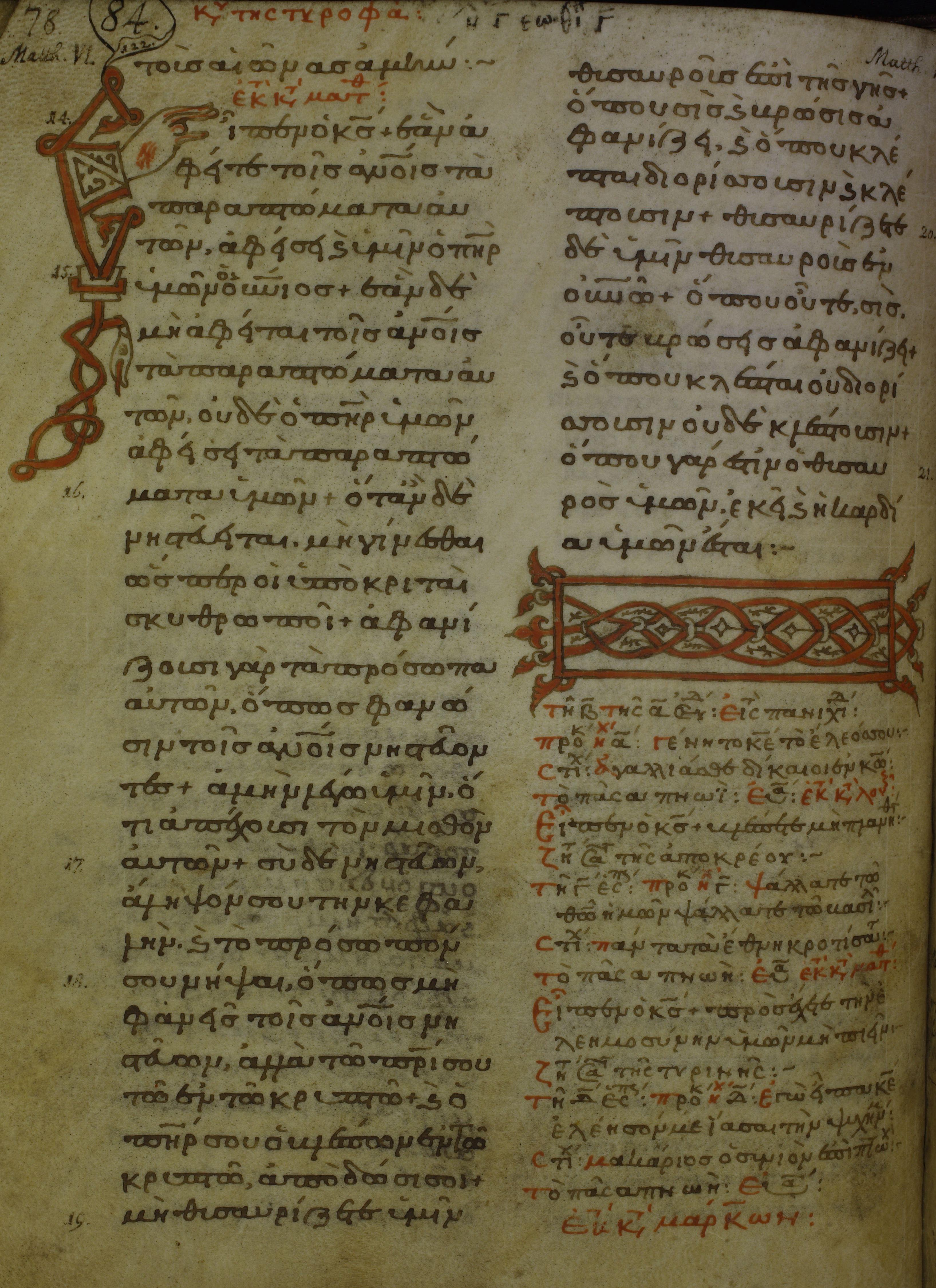
Lezionario 239, foglio 39, verso col testo in greco di Matteo 6,14-21 (XIII secolo)

Il testo originale era scritto in greco antico. Il capitolo è diviso in 34 versetti.

### Testimonianze scritte
Tra le principali testimonianze documentali di questo capitolo vi sono:
- Codex Vaticanus (~325–350; completo)
- Codex Sinaiticus (~330–360; completo)
- Codex Washingtonianus (~400)
- Codex Bezae (~400; versetti 1-19)

## Struttura
La prima parte di questo capitolo, Matteo 6,1–18, evidenzia l'espressione della pietà, riferendosi a tre espressioni della pietà nella cultura ebraica, ovvero l'elemosina, la preghiera personale ed il digiuno. In questa parte del capitolo, talvolta indicata col nome di discorso sull'ostentazione, Gesù dimostra di appoggiare gli insegnamenti tradizionali dell'ebraismo ma egli precisa come la pietà non debba essere ostentazione e debba essere idealmente condotta in segreto. Egli si scaglia infatti contro coloro che praticano la pietà davanti al loro pubblico e poi non fanno niente per compiacere Dio.
Matteo 6,19–34 riguarda invece i possedimenti, le priorità e la fiducia. La prima parte in Matteo 6,19–24 ha tre elementi su due tesori, due occhi e due padroni. La seconda parte in Matteo 6,25–34 si occupa invece nella fiducia in Dio e anch'essa fornisce tre ragioni per non essere ansiosi.
Nell'analisi di John Wesley del discorso della montagna, il capitolo 5 delinea "la somma di tutta la vera religione", permettendo a questo capitolo di rendere nel dettaglio "le regole di buona intenzione che dobbiamo perseguire nelle nostre azioni, senza mischiarle coi desideri terreni o cure ansiose per il necessario alla vita" e il capitolo seguente fornisce le "precauzioni contro gli ostacoli della religione". Wesley inoltre analizza il capitolo 6 come segue:
- Versetti 1–4: la giusta intenzione e la maniera di fare l'elemosina
- Versetti 5–15: la giusta intenzione, il modo, la forma ed i prerequisiti di chi prega
- Versetti 16–18: la giusta intenzione e la maniera di digiunare
- Versetti 19–34: la necessità di una intenzione pura in tutte le cose, senza mischiarla al desiderio di ricchezza o di cura delle cose terrene, o al volere.[4]

## Versetti
- Matteo 6,1
- Matteo 6,2
- Matteo 6,3
- Matteo 6,4
- Matteo 6,5
- Matteo 6,6
- Matteo 6,7
- Matteo 6,8
- Matteo 6,9
- Matteo 6,10
- Matteo 6,11
- Matteo 6,12
- Matteo 6,13
- Matteo 6,14
- Matteo 6,15
- Matteo 6,16
- Matteo 6,17

- Matteo 6,18
- Matteo 6,19
- Matteo 6,20
- Matteo 6,21
- Matteo 6,22
- Matteo 6,23
- Matteo 6,24
- Matteo 6,25
- Matteo 6,26
- Matteo 6,27
- Matteo 6,28
- Matteo 6,29
- Matteo 6,30
- Matteo 6,31
- Matteo 6,32
- Matteo 6,33
- Matteo 6,34